# Le Cœur de la famille
Le Cœur de la famille (Dad's Home) est un téléfilm américain réalisé par Bradford May, diffusé le 19 juin 2010 sur Hallmark Channel.

## Synopsis
Ben, père veuf de deux enfants, est soudainement licencié de l'entreprise publicitaire dans laquelle il travaille depuis 20 ans. Il se retrouve père au foyer à la recherche d'un emploi dans un milieu qui a changé depuis toutes ces années. Un matin en déposant son fils à l'école, il rencontre l'institutrice de ce dernier.

## Fiche technique
- Titre original : Dad's Home
- Réalisation : Bradford May
- Scénario : Adam Rockoff
- Photographie : James W. Wrenn
- Musique : Lawrence Shragge
- Pays : États-Unis
- Durée : 84 minutes

## Distribution
- David James Elliott (VF : Guy Chapellier) : Ben Westman
- Sharon Case (VF : Alexandra Garijo) : Hope Jensen
- Madison Davenport (VF : Claire Bouanich) : Lindsay Westman
- Will Shadley (id) (VF : Tom Trouffier) : Dylan Westman
- Jay Huguley (en) (VF : David Krüger) : Brian Westman
- Tatiana Chekhova (VF : Nathalie Duverne) : Nula
- Mary-Margaret Humes (VF : Françoise Pavy) : Mme Dougherty
- Noah Matthews : Brandon
- Stephanie Erb : Dr Karen Bernard
- Kim Yarbrough (en) (VF : Catherine Artigala) : Doris
- Cocoa Brown (en) (VF : Catherine Artigala) : l'agent de sécurité de l'école
- William Francis McGuire : Dr Brin
- Beau Billingslea (en) : Ed Morse
- Patti Yasutake : Mme Hong
- Ryan Cutrona (en) (VF : Alain Floret) : Ron Staunton
- Ron Melendez (VF : Fabien Jacquelin) : Craig Vertillo
- Erica Shaffer (VF : Véronique Rivière) : Sara
- Brian Elerding (VF : Pierre Tessier) : Zane, le réceptionniste

 Source et légende : version française (VF) sur RS Doublage et selon le carton du doublage français.